# دونا ديكنسون
دونا ديكنسون (بالإنجليزية: Donna Dickenson)‏ هي قانونية وفيلسوفة وكاتِبة أمريكية، ولدت في 1946 في نيو إنجلاند في الولايات المتحدة.

## وصلات خارجية
- الموقع الرسمي